# Rocco Buttiglione
 (août 2022).
Si vous disposez d'ouvrages ou d'articles de référence ou si vous connaissez des sites web de qualité traitant du thème abordé ici, merci de compléter l'article en donnant les références utiles à sa vérifiabilité et en les liant à la section « Notes et références ».
Rocco Buttiglione, né le 6 juin 1948 à Gallipoli, est un homme politique italien.

## Biographie

### Études et carrière universitaire
Après ses études à Turin et à Rome, Rocco Buttiglione obtient un diplôme en droit, puis enseigne la philosophie politique à l'université de Teramo, dans les Abruzzes. Titulaire d'une chaire de science politique à l'université Saint-Pie-V à Rome, il parle couramment sept langues, l'italien, l'anglais, le français, l'allemand, l'espagnol, le portugais et le polonais. Il est également éditorialiste ou chroniqueur dans divers journaux ou périodiques italiens et d'autres pays.

### Carrière politique
De sensibilité démocrate-chrétienne, il est élu secrétaire du Parti populaire italien en 1994 puis, l'année suivante, secrétaire fondateur des Chrétiens démocrates unis, une scission du PPI plus proche de la droite que du centre-gauche.

#### Député
Élu une première fois à la Chambre des députés italienne en 1994, il est réélu en 1996, 2001, 2006, 2008 et de nouveau lors des élections de février 2013, sur une liste Avec Monti pour l'Italie.

#### Député européen
En juin 1999, il est élu au Parlement européen, où il siège pendant deux ans au groupe du Parti populaire européen.

#### Ministre
En juin 2001, il est nommé ministre pour la Politique communautaire, équivalent de ministre des Affaires européennes, dans le second gouvernement dirigé par Silvio Berlusconi. Il occupe cette fonction jusqu'au 23 avril 2005, date à laquelle il est nommé ministre des Biens et Activités culturels dans le troisième gouvernement Berlusconi.

#### Candidat à la Commission européenne
En juillet 2004, il est pressenti par José Manuel Durão Barroso, futur président de la Commission européenne, pour y occuper le poste de commissaire chargé de la Justice, des Libertés et de la Sécurité à partir de l'entrée en fonction de celle-ci le 1er novembre suivant.
Sa nomination entraîne une vive polémique, ses opposants lui reprochant notamment ses prises de position publiques, devant les commissions du Parlement européen, présentées comme hostiles à l'homosexualité, qu'il voit comme « un péché en tant que chrétien », mais dont il précise qu'en tant que commissaire européen, il ne fera rien pour la combattre, et sa vision de la famille, jugée par eux « rétrograde » : pour lui, « la famille existe pour permettre aux femmes d'avoir des enfants et d'être protégées par un homme qui prenne soin d'elles »). Il n'est pas impossible, en plus de cela, que son amitié pour les États-Unis ait été mal vue en Belgique, pays où l'antiaméricanisme est très fort. Silvio Berlusconi prend sa défense en parlant de l'Europe « intégriste, grossière et obscurantiste ». Le conseil pontifical Justice et Paix le soutient également par la voix de son président, le cardinal Martino.
Le 11 octobre 2004, la commission des Libertés civiques, de la Justice et des Affaires intérieures du Parlement européen adopte, par 27 voix contre 26, une motion de défiance à l'égard du commissaire pressenti.
Toutefois, José Manuel Durão Barroso ayant annoncé sa ferme intention de ne remanier en aucun cas la liste des commissaires, par exemple pour placer Rocco Buttiglione à un autre portefeuille, le choix final appartient au Parlement européen dans son ensemble, lequel, dans un vote qui aurait dû intervenir le 27 octobre, ne disposait que du droit d'entériner la Commission dans son ensemble ou de la rejeter en bloc.
Pour éviter un tel rejet, il finit par renoncer le 4 novembre et est remplacé par Franco Frattini, alors ministre italien des Affaires étrangères..

#### Suite de sa carrière
Une semaine après son départ forcé de la Commission, il décide de fonder un nouveau mouvement politique, embryonnaire et sans dénomination, qui serait « résolument ancré dans la tradition catholique ». Toutefois il reste membre des Chrétiens démocrates unis, mais son initiative reçoit le soutien officieux de certaines « hautes sphères » de l'Alliance nationale ou de la Ligue du Nord, autres partis membres de la coalition gouvernementale de Silvio Berlusconi.
Il demeure membre du gouvernement jusqu'aux élections générales de 2006 qui marquent la fin du gouvernement Berlusconi. Il est alors candidat du centre-droit aux élections pour la mairie de Turin, mais il est battu au premier tour. De mai 2008 à mars 2013, il est vice-président de la Chambre des députés.

## Œuvres
- Avvenimento cristiano e fenomeno rivoluzionario. Lezioni sul marxismo, Milan, 1972 (texte d'un séminaire tenu à l'université catholique de Milan du 22 au 25 février 1972)
- La crisi dell'economia marxista, Rome : Studium, 1978
- Dialettica e nostalgia, Milan : Jaca Book, 1978
- Il pensiero di Karol Wojtyla, Milan : Jaca Book, 1982
  - traduit en français en 1984 chez Fayard sous le titre « La pensée de K. Wojtyla »)
  - traduit en anglais en 1997 chez W.B. Eerdmans Publishing Company à Grand Rapids (Michigan), sous le titre « Karol Wojtyla The Thought of the Man Who Became Pope John Paul II »
- L'uomo e il lavoro, Bologne : CSEO Biblioteca, 1982
- Metafisica della conoscenza e Politica in S. Tommaso d'Aquino, Bologne : CSEO Biblioteca, 1985
- L'uomo e la famiglia, Rome : Dino Ed., 1991 (traduit en espagnol en 1994, chez IMDOSOC à Mexico, sous le titre « El Hombre y la Familia »)
- La crisi della morale, Rome : Dino Ed., 1991
- Augusto Del Noce. Biografia di un pensiero, Piemme, Casale Monferrato 1991.
- Il problema politico dei cattolici. Dottrina sociale e modernità, (a cura di P. Pollini), Piemme, Casale Monf., 1993
- Chrzescijanie A Demokracja, Lublin : Towarzystwo Naukowe KUL, 1993
- Etyka w kryzysie, Lublin : Towarzystwo Naukowe KUL, 1994
- Il centro dei valori, (a cura di P. Pollini), Rome : Delfi, 1996
- Il centro: valori e riforme per l'Italia di domani, (a cura di P. Pollini), Rome : Delfi, 1996.
- Giustizia e politica tra prima e seconda repubblica, con Mario Luzi (libro intervista di G. Tabanelli a cura di P. Pollini), Rome : SEAM, 1998
- Il pensiero dell'uomo che divenne Giovanni Paolo II, (a cura di P. Pollini), Milan : A. Mondadori, 1998
- Meridione. La grande occasione, a cura di e con Giuseppe Nistico e Antonio Marzano, Soveria Mannelli, Rubbettino, 2001.  (ISBN 88-498-0132-7)
- I cattolici liberali nell'attuale contesto politico, Soveria Mannelli, Rubbettino, 2007.  (ISBN 978-88-4982-018-8)
- Lo stato della democrazia nel mondo, con Gianfranco Fini e Carlo Galli, Roma, Armando, 2011.  (ISBN 97888-6081-812-6)
- La sfida. Far politica al tempo della crisi, Soveria Mannelli, Rubbettino, 2012.  (ISBN 9788849833720)
- Sulla verità soggettiva. Esiste un'alternativa al dogmatismo e allo scetticismo?, Soveria Mannelli, Rubbettino, 2015.  (ISBN 9788849842104)
- Risposte (amichevoli) ai critici di Amoris Laetitia, Milano, Ares, 2017.   (ISBN 978-88-8155-746-2)

Rocco Buttiglione est également l'auteur de 130 essais en diverses langues, ainsi que de plusieurs centaines d'articles dans la presse italienne et internationale.